# مسجد ملا أحمد
مسجد ملا أحمد (بالأذربيجانية: Molla Əhməd məscidi) - هو مسجد واقع في المدينة القديمة، في مدينة باكو ونصب تذكاري وطني.

## تاريخ المسجد

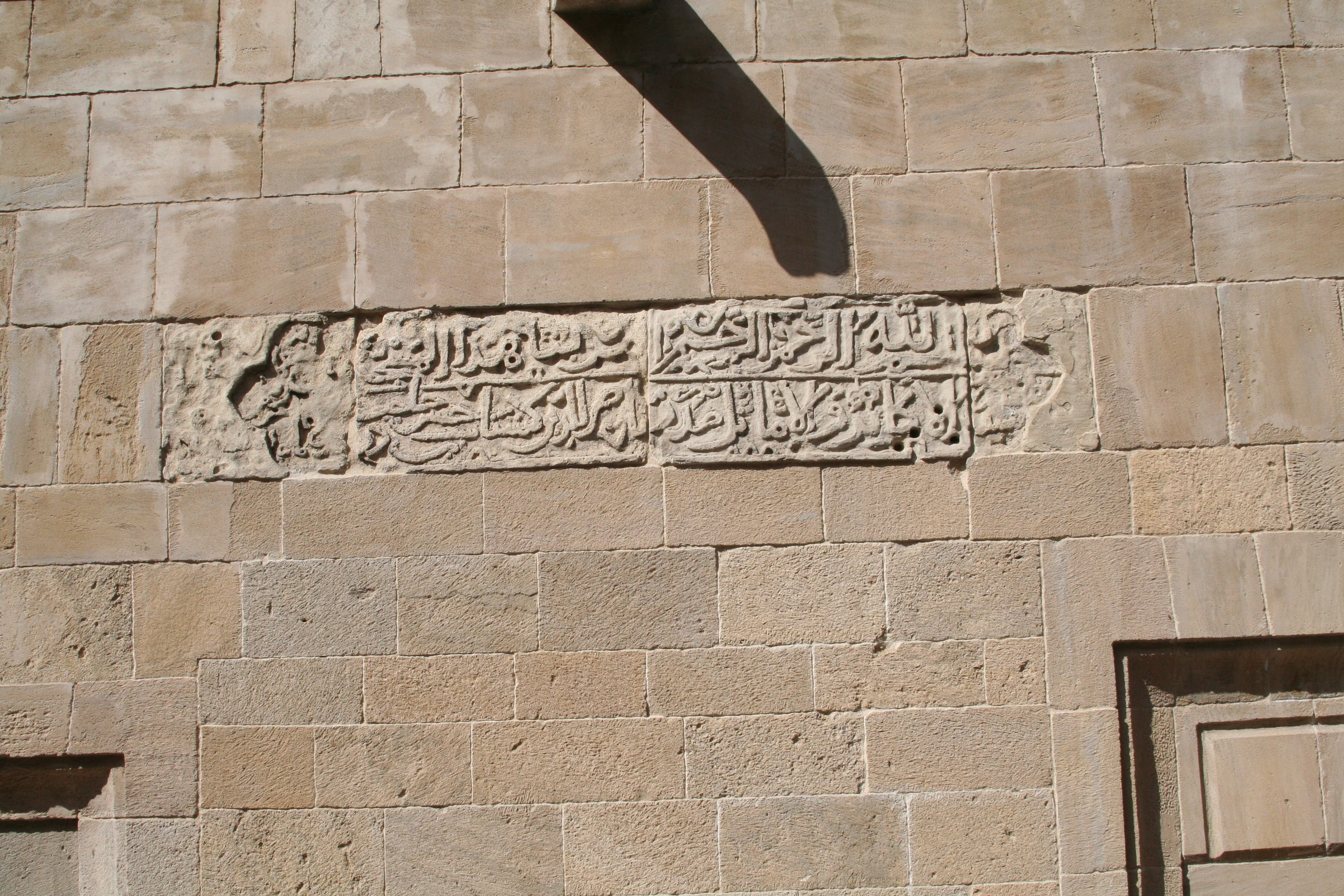

تم بناء مسجد ملا أحمد الواقع في المدينة القديمة بأمر نصر الدين قوشتاسي بن حسن حاجيبابا. وتم إنشاء المسجد من قبل المهندس المعماري محمود بن صاد - مؤلف المباني الشهيرة في أبشيرون، بالإضافة إلى قلعة نارداران ومسجد مسجد بيبي-هيبت في قرية بيبي-هيبت -. أُطلِق على المسجد هذا الاسم نسبةً إلي آخوند المسجد، ويتكون المسجد من قاعة صغيرة مربعة، ويحتوي على عمود حجري بسيط منحوت بشكل أفقي على الجدار الجنوبي.